# Jardin du musée Carnavalet
Jardin du musée Carnavalet je veřejný park, který se nachází v Paříži na pomezí 3. a 4. obvodu. Park se rozkládá na ploše 1337 m2.

## Poloha
Nachází se v rámci komplexu budov musée Carnavalet. Do parku je přístup z ulice Rue des Francs-Bourgeois a z Rue de Sévigné.

## Historie
Zahrady byly zřízeny v roce 1926 ve francouzském slohu. 